# Гаррі Больдт
Гаррі Больдт (нім. Harry Boldt, 23 лютого 1930) — німецький вершник.
Олімпійський чемпіон 1976 року в командній виїздці, срібний призер 1976 року в індивідуальній виїздці, учасник 1964 року.
Чемпіон світу з виїздки 1966 (командна виїздка), 1978 (командна виїздка) років, срібний призер 1966 (індивідуальна виїздка), 1970 (командна виїздка) років.
Чемпіон Європи з виїздки 1965 (командна виїздка), 1967 (командна виїздка), 1975 (командна виїздка), 1977 (командна виїздка), 1979 (командна виїздка) років, срібний призер 1963 (індивідуальна виїздка), 1965 (індивідуальна виїздка), 1975 (індивідуальна виїздка), 1977 (індивідуальна виїздка) років, бронзовий призер 1967 (індивідуальна виїздка), 1979 (індивідуальна виїздка) років.